# Rascló africà
El rascló africà (Rallus caerulescens) és una espècie d'ocell de la família dels ràl·lids (Rallidae) que habita pantans i canyars d'Àfrica subsahariana, localment des de Camerun, República Centreafricana i Etiòpia, cap al sud, fins a la zona meridional de Sud-àfrica.